# Roy Jones, Jr.
Roy Jones, Jr. (født 16. januar 1969 i Pensacola, Florida), er en amerikansk bokser som blev udkåret til "Årtiets bokser", (1990'erne) af Boxing Writers Association of America. Han er blandt andet kendt for at have holdt verdensmestertitelen i letsværvægt i WBC, WBA, IBF, IBO, NABF, WBF, og IBA samtidigt. Som aktiv vandt han også IBF's verdensmestertitel i mellemvægt, supermellemvægt og letsværvægt. Han har over 50 sejre i karrieren, hvoraf flere end 35 er på knockout. 
Han startede også en rapkarriere i 2001 og udgav sit første album med titlen Round One: The Album og hans debutsingle You All Must've Forgot. Han dannede en gruppe i 2004 ved navn Body Head Bangerz og udgav et album med dem titlen Body Head Bangerz: Volume One, hvor bl.a. rapperne B.G., Juvenile, Bun B of UGK, Petey Pablo, Lil' Flip, and Mike Jones medvirkede.

## Udvalgt filmografi
- Djævelens advokat (1997) – sig selv
- The Matrix Reloaded (2003) – Captain Ballard